# A Kiss Before Dying (boek)
A Kiss Before Dying is een thrillerroman uit 1953 van de Amerikaanse schrijver Ira Levin.  Het is een van Levins bekendste misdaadromans. 
Het boek is door Remco Campert in het Nederlands vertaald als Een kus voor je sterft.

## Inhoud
Burton ("Bud") Corliss is een knappe, maar tevens volkomen gewetenloze jongeman. Na zijn verdiensten tijdens de Pacifische Oorlog is hij eervol ontslagen en hij studeert nu aan een Amerikaanse universiteit. Hij wil snel schatrijk worden en veel meer sociale status verwerven, zonder daar zelf enige moeite voor te hoeven doen. Hiervoor is hij zelfs bereid over te gaan tot moorden. Corliss misbruikt zijn aantrekkingskracht om nietsvermoedende slachtoffers uit te kiezen; jonge vrouwen, die vallen voor zijn charme. 
Zijn eerste doelwit is Dorothy Kingship, de dochter van een schatrijke kopertycoon en een studiegenoot van hem. Wanneer ze zwanger van hem blijkt te zijn, besluit hij haar te vermoorden omdat hij anders met haar zal moeten trouwen. Omdat Dorothy haar relatie op zijn aandringen geheim had gehouden, kan hij dit ongestraft doen. Om iedereen te misleiden stuurt Bud een door Dorothy zelf geschreven briefje naar haar zus Ellen. Het is een korte afscheidstekst die Dorothy op Corliss' verzoek uit het Spaans had vertaald. Een eerste poging van Corliss om Dorothy te vergiftigen mislukt. De volgende dag duwt hij haar van het dak van het kantoorgebouw waar hun huwelijk zou worden voltrokken, nog voordat het vermeende zelfmoordbriefje bij Ellen is aangekomen. 
Bud Corliss besluit hierna een nieuwe poging te wagen, hij weet in het gevlij te komen bij Ellen zelf. Ellen ruikt na enige tijd echter lont wanneer ze Dorothy's dood nader onderzoekt en concludeert dat het niet waarschijnlijk is dat haar zus zichzelf van het leven heeft beroofd. Ze verdenkt Dorothy's eerdere vriend Dwight Powell en de DJ Gordon Gant, maar komt vervolgens tot het inzicht dat geen van deze twee de moordenaar kan zijn. Bud ziet zich nu genoodzaakt om ook Ellen te doden. Hij brengt ook Powell om het leven.
Corliss zet enige tijd later zijn zinnen op de derde dochter uit de familie Kingship, Marion. Alles gaat volgens plan en hij rolt de familie binnen als de ideale schoonzoon. Corliss en Marion spreken af in december te zullen trouwen. Gant neemt echter na de plotselinge dood van Ellen zelf poolshoogte, en ontdekt in Buds woning bewijs dat Corliss de moorden op Ellen en Dorothy heeft gepleegd. Ook vind Gant een draaiboek om Marion te trouwen en zo rijk te worden. Dit bewijsmateriaal overhandigt hij aan de familie, enkele dagen voordat de bruiloft is gepland. 
Marion, haar vader Leo Kingship en Gant weten Bud Corliss nu gezamenlijk te ontmaskeren. Als ze tijdens een bezoek aan een van de kopersmelterijen van de Kingships met z'n allen op een loopbrug staan, beginnen ze Corliss vanuit het niets te ondervragen, eerst over het briefje waarvan ze nu weten dat Dorothy het op Corliss' aandringen schreef. Corliss verraadt zichzelf als hij het over "Dorrie" heeft, een koosnaam die hij alleen maar kan kennen doordat hij zelf een intieme relatie met Dorothy heeft gehad. 
Bud smeekt wanhopig om genade. In zijn hysterie verliest hij zijn evenwicht en valt recht in een vat gesmolten koper, zijn dood tegemoet. Marion en Leo Kingship en Gant moeten nu aan Buds moeder gaan vertellen wat er is gebeurd.

## Verfilmingen
In 1956 werd het boek voor de eerste keer verfilmd in een regie van Gerd Oswald met Joanne Woodward en Robert Wagner in de hoofdrollen. In 1991 werd een remake gemaakt in een regie van James Dearden met Matt Dillon en Sean Young in de hoofdrollen.
Beide films hebben dezelfde titel als het boek.